# NPa Parati (P-13)
O NPa Parati (P-13) é uma embarcação da Marinha do Brasil, da Classe Piratini, que exerce a função de navio-patrulha.

## Missão
Construído no Arsenal de Marinha do Rio de Janeiro, o batimento da quilha ocorreu em 23 de outubro de 1968, e o lançamento em 19 de outubro de 1970, foi incorporado à Armada em 29 de julho de 1971.
Operando na inicialmente na Flotilha do Amazonas (FlotAM), foi designada para  o 4º Distrito Naval, e integra o Grupamento Naval do Norte (GrupNNorte). O seu porto é a Base Naval de Val-de-Cães em Belém do Pará.
Navega sob o lema "Pronto para Ação".

## Origem do nome
É a segunda embarcação da Armada a ostentar o nome "Parati", em homenagem a cidade homônima localiza no estado brasileiro do Rio de Janeiro. A cidade litorânea fica junto a Baía da Ilha Grande.
A primeira embarcação foi a Barca Canhoneira Parati.

## Características
- Deslocamento :105 ton (carregado)
- Dimensões (metros): comprimento 28,95 m; boca 6,10 m; calado 1,90 m
- Velocidade (nós): 19 (máxima), 15 (cruzeiro) e 12 (econômica)
- Propulsão: 4 motores diesel Cummins VT-12M de 1.100 bhp de potência combinada
- Autonomia : 1.000 Km a 15 nós; 1.700 Km a 12 nós; 18 dias em operação contínua
- Sistema Elétrico: 1 gerador de 40 Kw.
- Armamento:
  - 3 metralhadoras .50 pol, em um reparo simple e em outro reparo duplo
  - 1 morteiro de 81 mm, na proa
- Tripulação: 16 homens (2 oficiais)